# مايكل سانتوس
مايكل سانتوس (بالإسبانية: Michel Santos) (13 مارس 1993 الأوروغواي - ) هو لاعب كرة قدم أوروغواني، يلعب كمهاجم.

## روابط خارجية
- مايكل سانتوس على موقع إي إس بي إن إف سي (الإنجليزية)
- مايكل سانتوس على موقع قاعدة بيانات كرة القدم.إي يو (الإنجليزية)
- مايكل سانتوس على موقع ناشيونال فوتبول تيمز (الإنجليزية)
- مايكل سانتوس على موقع Soccerbase.com (لاعب) (الإنجليزية)
- مايكل سانتوس على موقع Soccerway.com (الإنجليزية)
- مايكل سانتوس على موقع عالم كرة القدم.نت (الإنجليزية)
- مايكل سانتوس على موقع AS.com (الإسبانية)